# Davagna
Davagna este o comună din provincia Genova, regiunea Liguria, Italia, cu o populație de 1871 de locuitori.

## Geografie

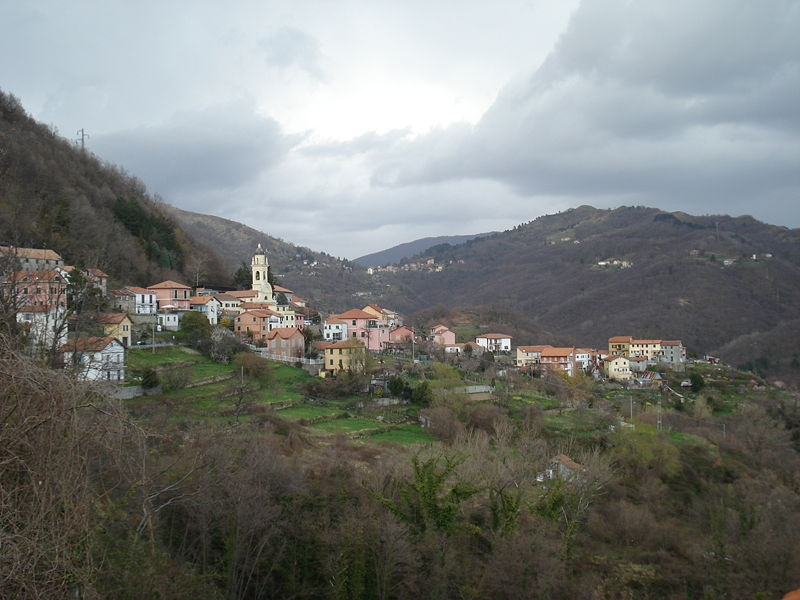
Davagna

Comuna este situată în Valea Bisagno, la numai 25 km. de Genova. Teritoriul său comunal face parte din Comunitatea Montană Alta Valle Scrivia și din Parcul natural regional dell'Antola. Teritoriul comunei este împărțit în următoarele localități: Calvari, Capenardo, Cavassolo, Dercogna, Maggiolo, Marsiglia, Meco, Moranego, Paravagna, Piancarnese, Piè di Rosso, Rosso, Scoffera, Sella, Sottana, Sottocolle și Villamezzana. Davagna se învecinează cu următoarele comune: Bargagli, Genova, Lumarzo, Montoggio și Torriglia.

## Istorie
Originile antice ale comunei,sunt testimoniate în mai multe documente istorice,începând din anul 916.
La începutul secolului al XIX-lea, Davagna a fost teatrul a unei sângeroase bătălii între francezi și austrieci. În anul 1815, Davagna vine înglobată în Regatul Sardiniei, așa cum stabilește Congresul de la Viena din 1814. Din anul 1861 face parte de Regatul Italiei.

## Demografie
Davagna - evoluția demografică

|  | Graficele sunt indisponibile din cauza unor probleme tehnice. Mai multe informații se găsesc la Phabricator și la wiki-ul MediaWiki. |

Date: Recensăminte sau birourile de statistică - grafică realizată de Wikipedia

## Atracții turistice
- Lăcașuri de cult
  - Biserica San Pietro Apostolo,Davagna.
  - Biserica San Giovanni Battista,Marsiglia.
  - Biserica San Colombano Abate,Moranego.
  - Biserica Santo Stefano,Rosso.
  - Biserica Sant'Andrea Apostolo,Calvari.
- Poduri
  - Podul de la Cavassolo.
- Frazione abandonată

Pe teritoriul comunei se găsește frazione Canate, pe valea cu același nume. Canate are vre-o 50 de case, în totalitate abandonate, de mai mulți ani. Această frazione, ce datează din secolul al XII-lea ,în anul 1944 a fost teatrul unui incendiu cauzat de trupele nazi-fasciste.

## Galerie fotografică

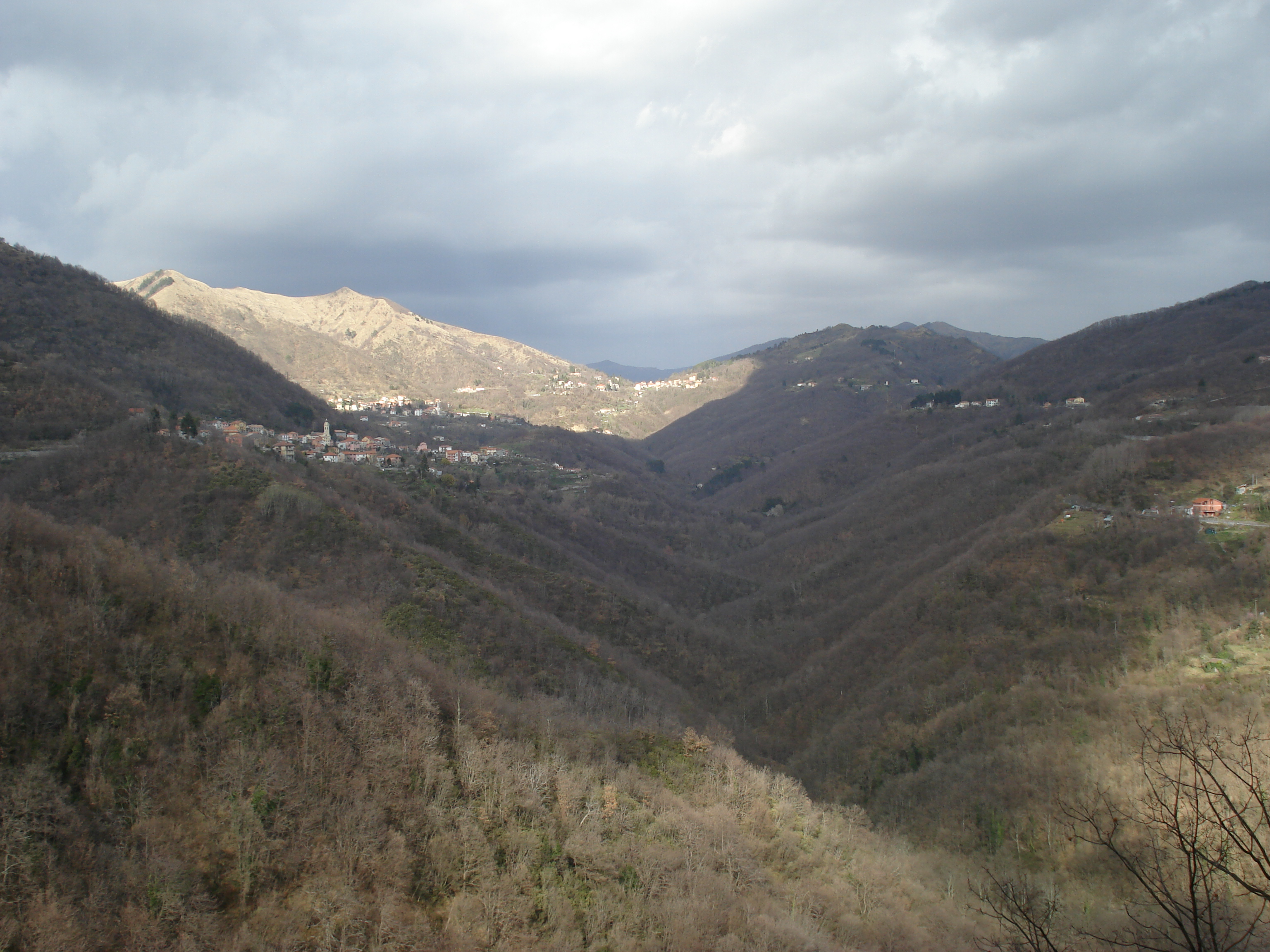
Davagna
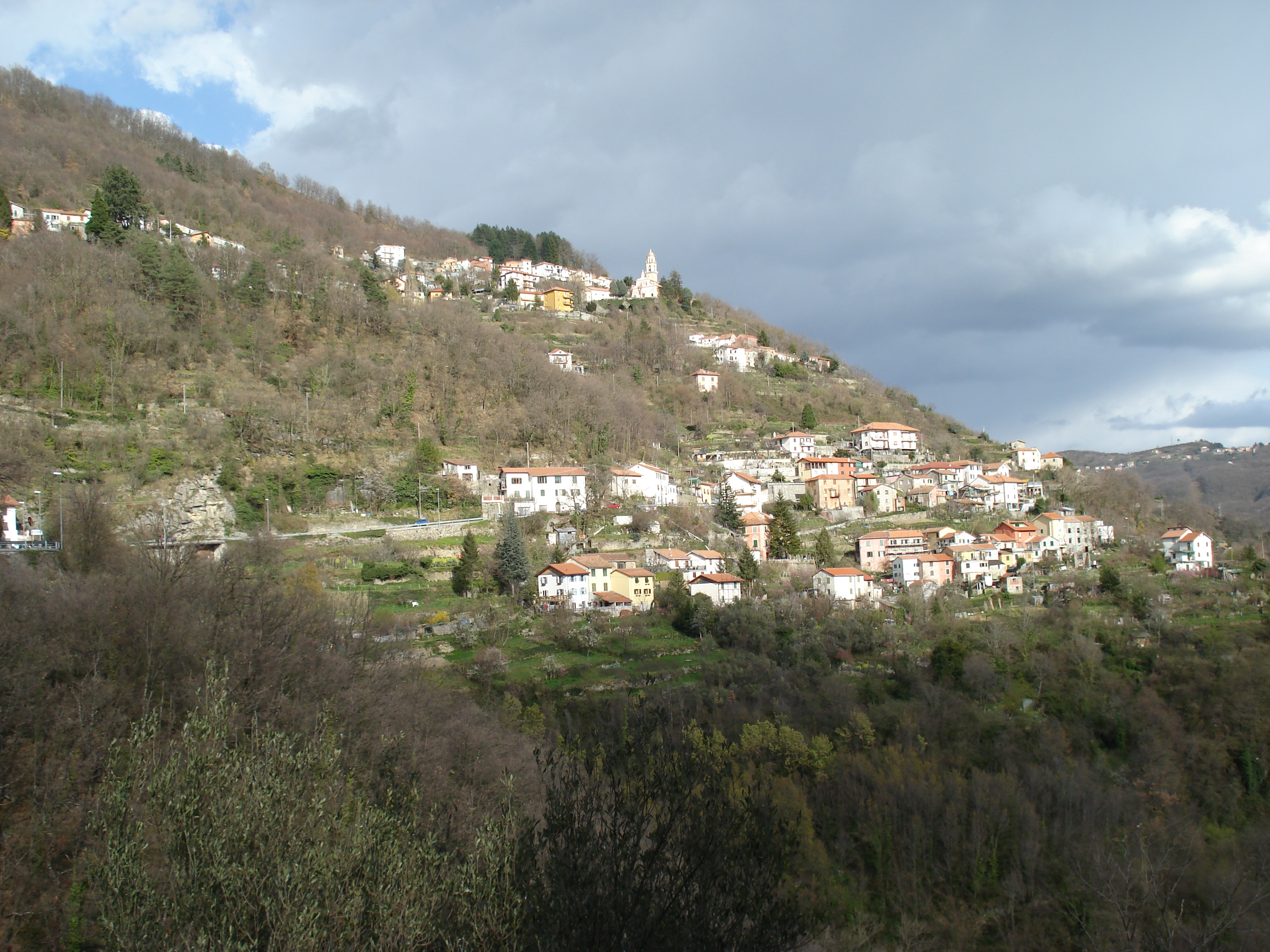
Pie di Rosso
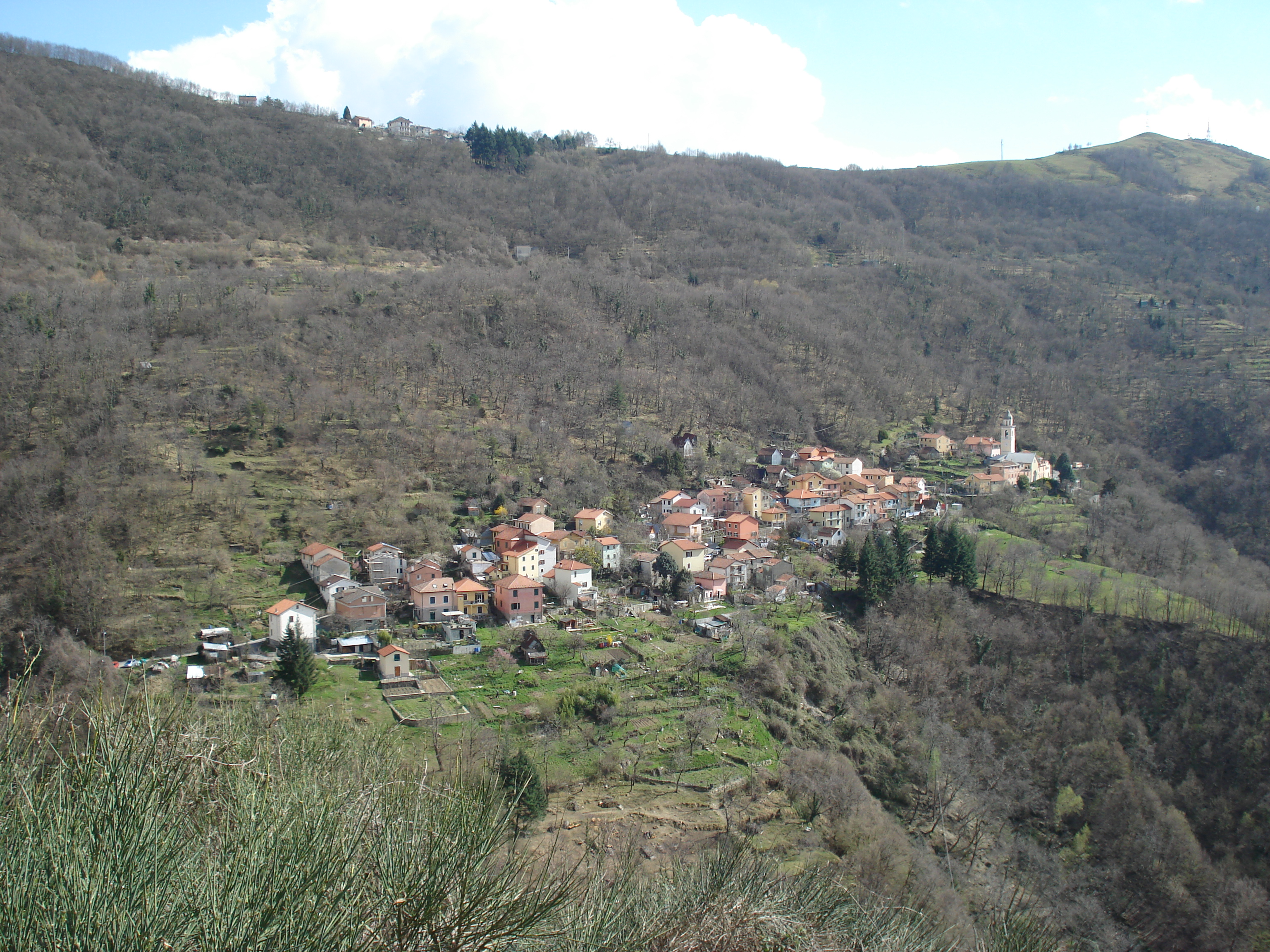
Marsiglia
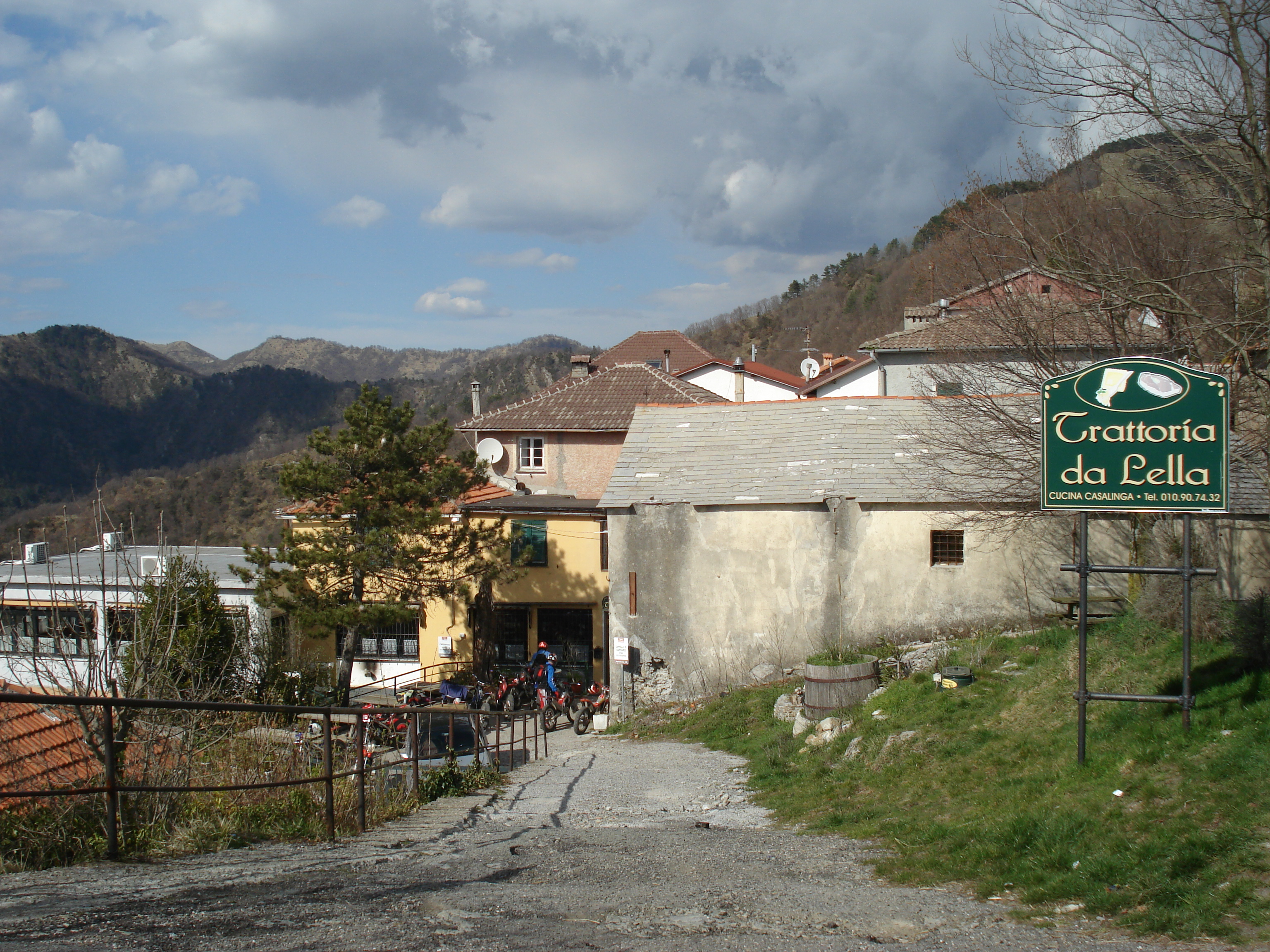
Capenardo
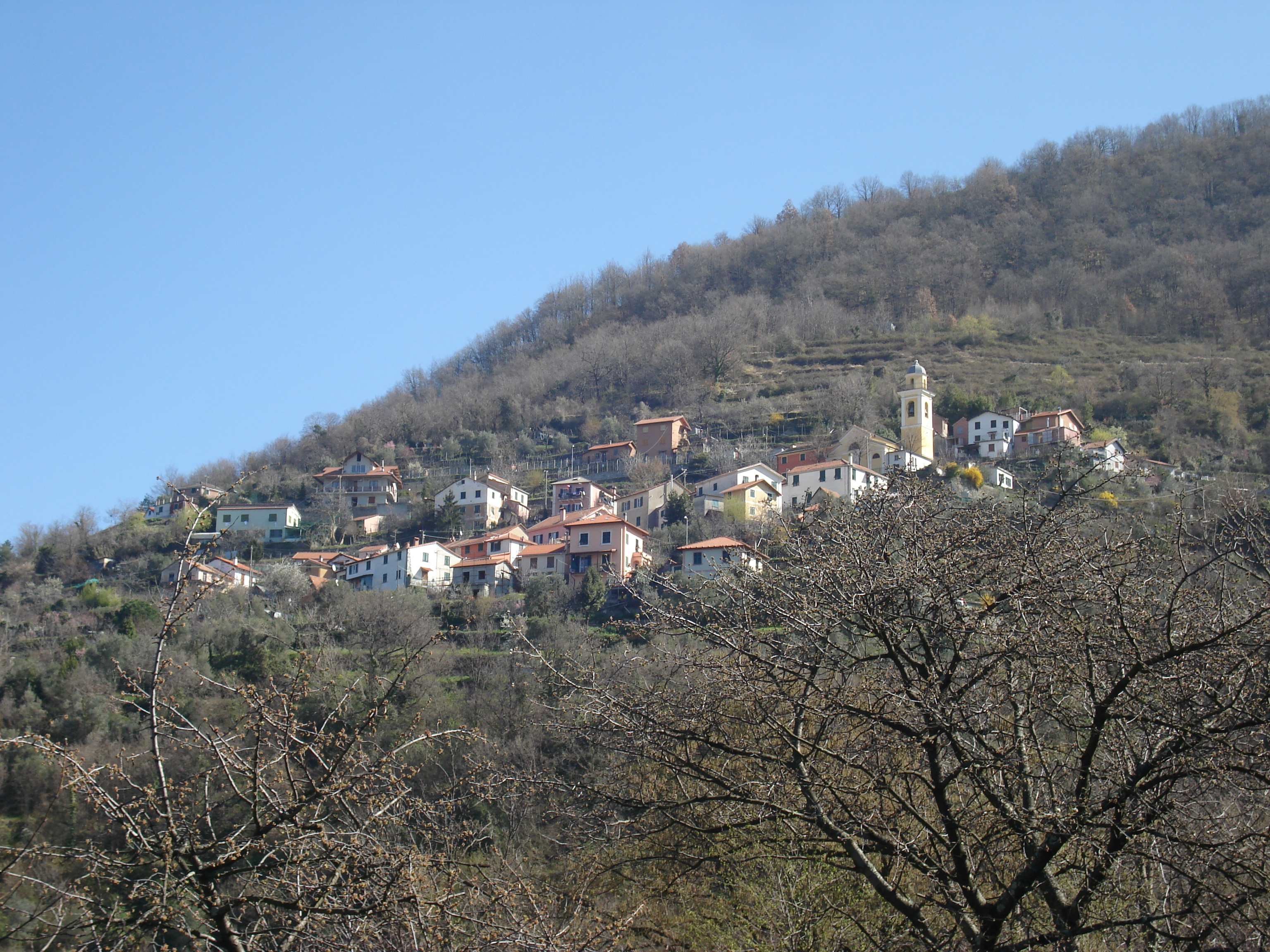
Calvari
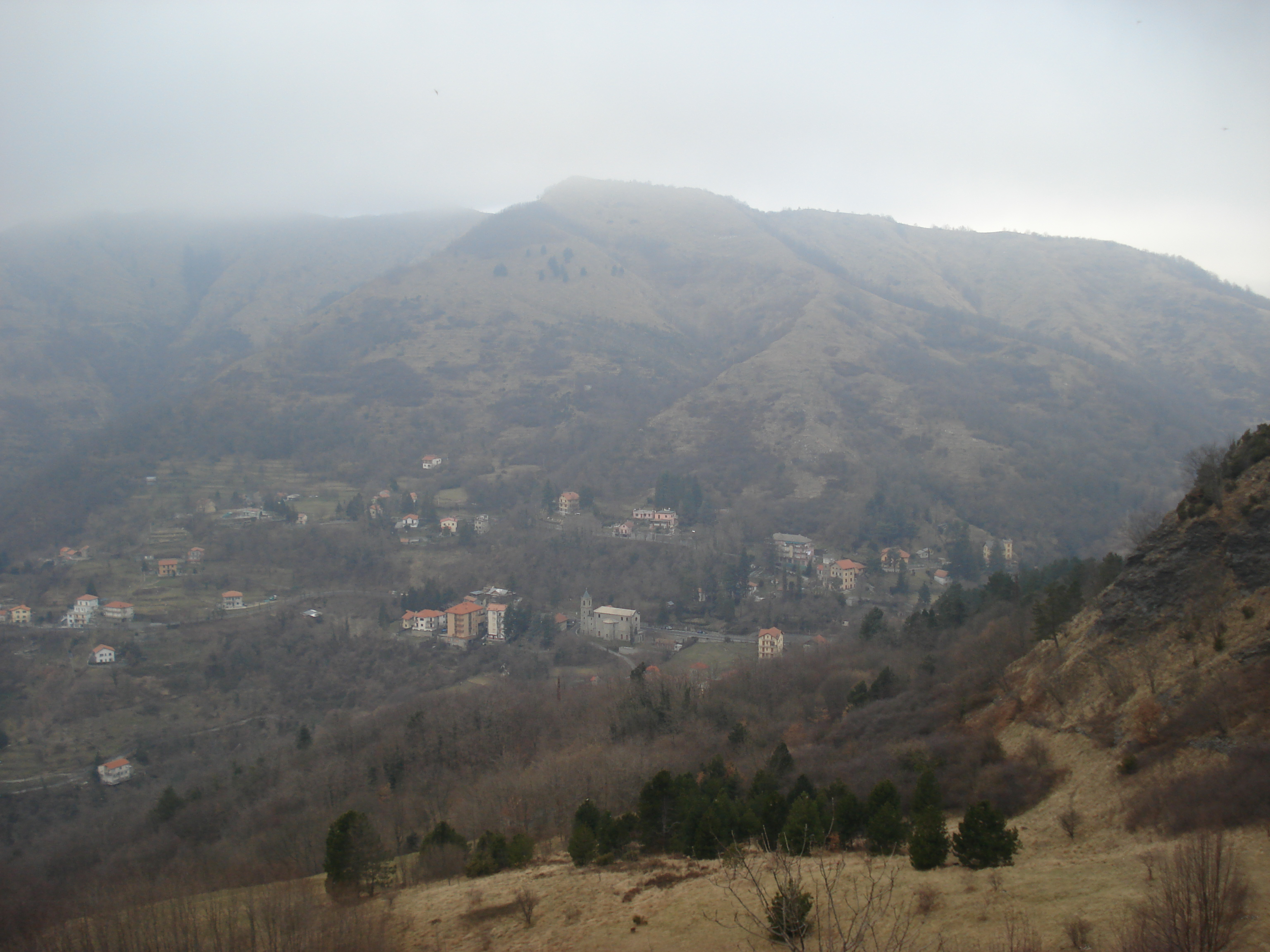
Scoffera
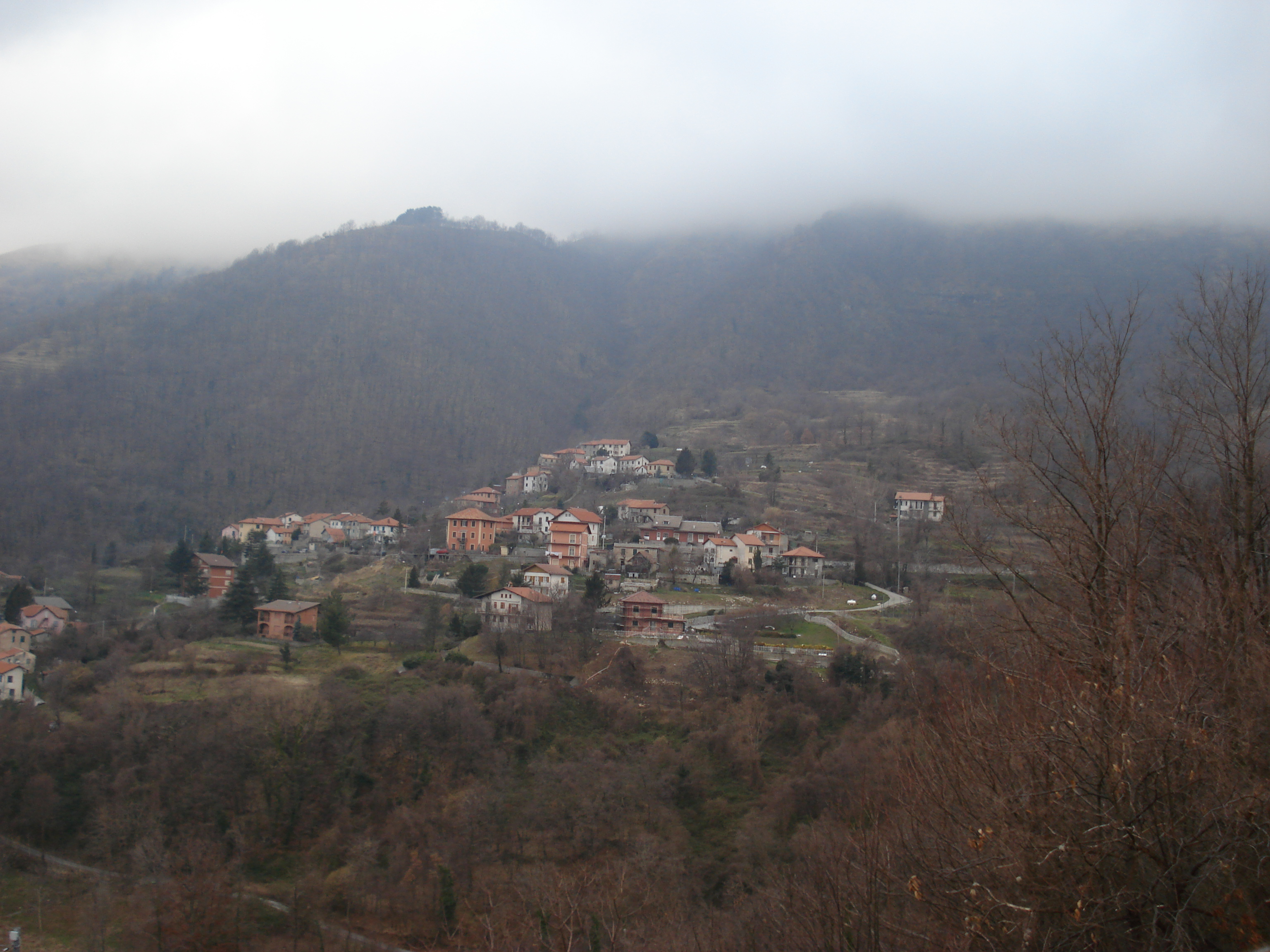
Sella
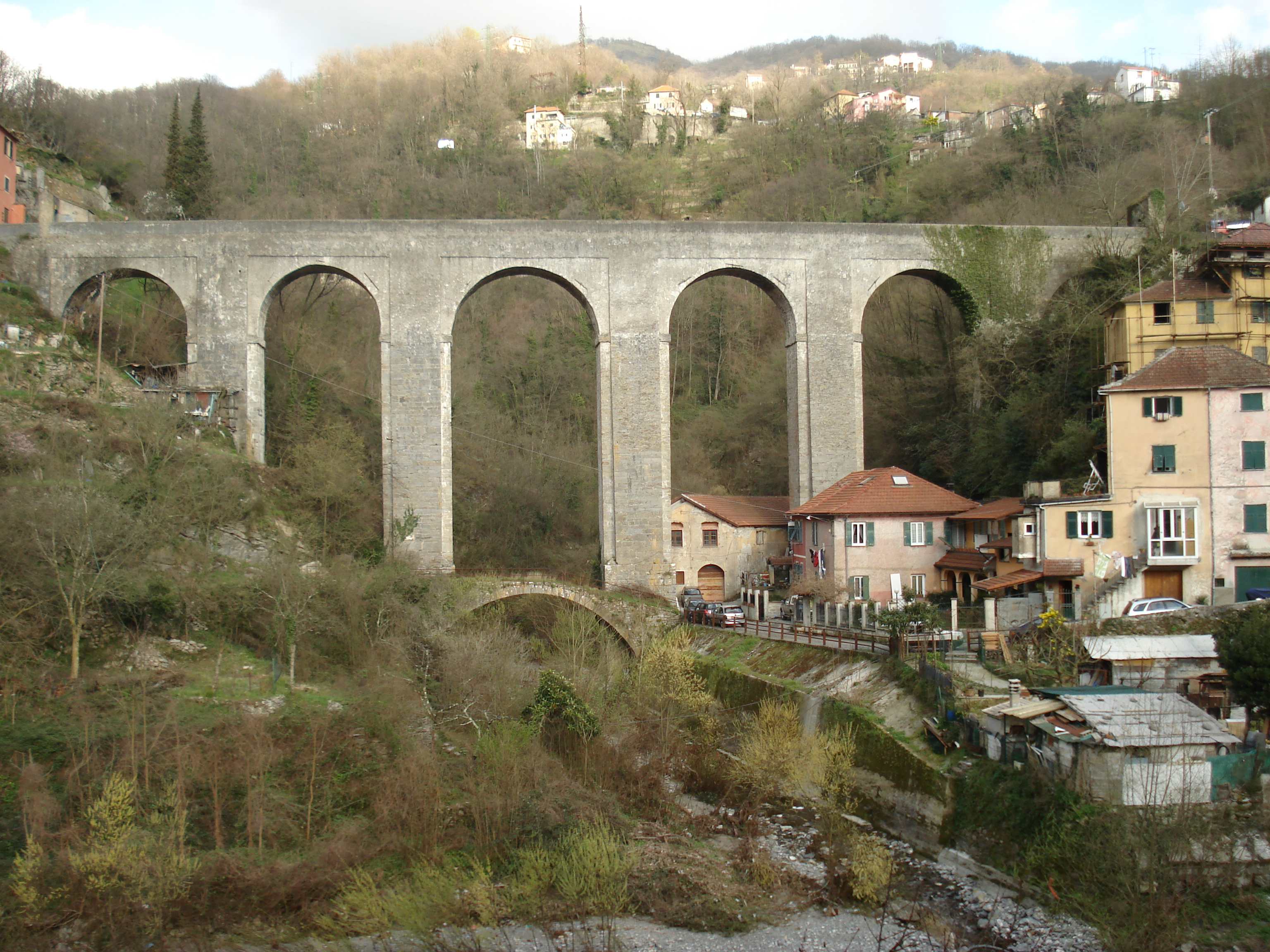
Cavassolo
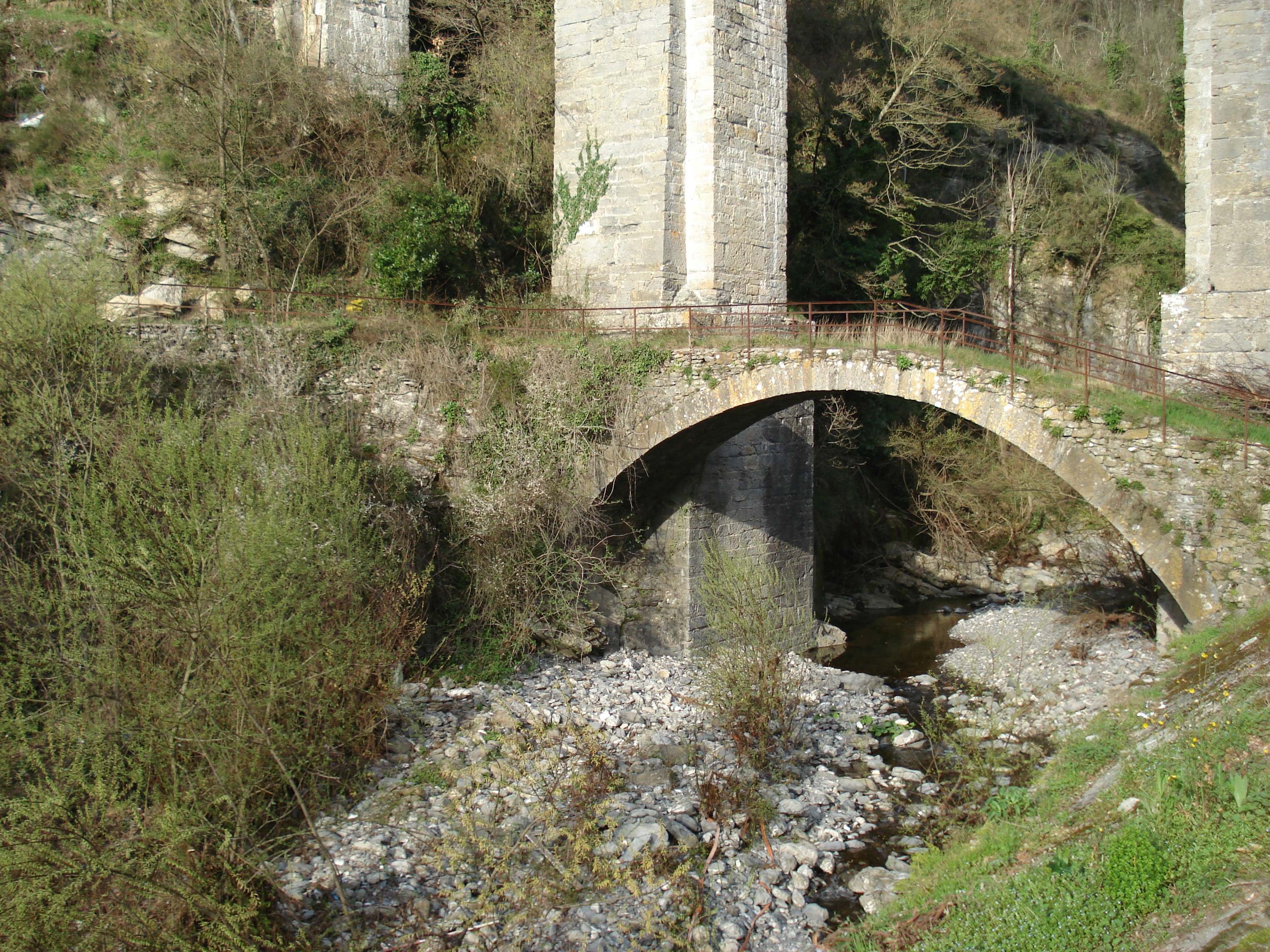
Podul roman în frazione Cavassolo
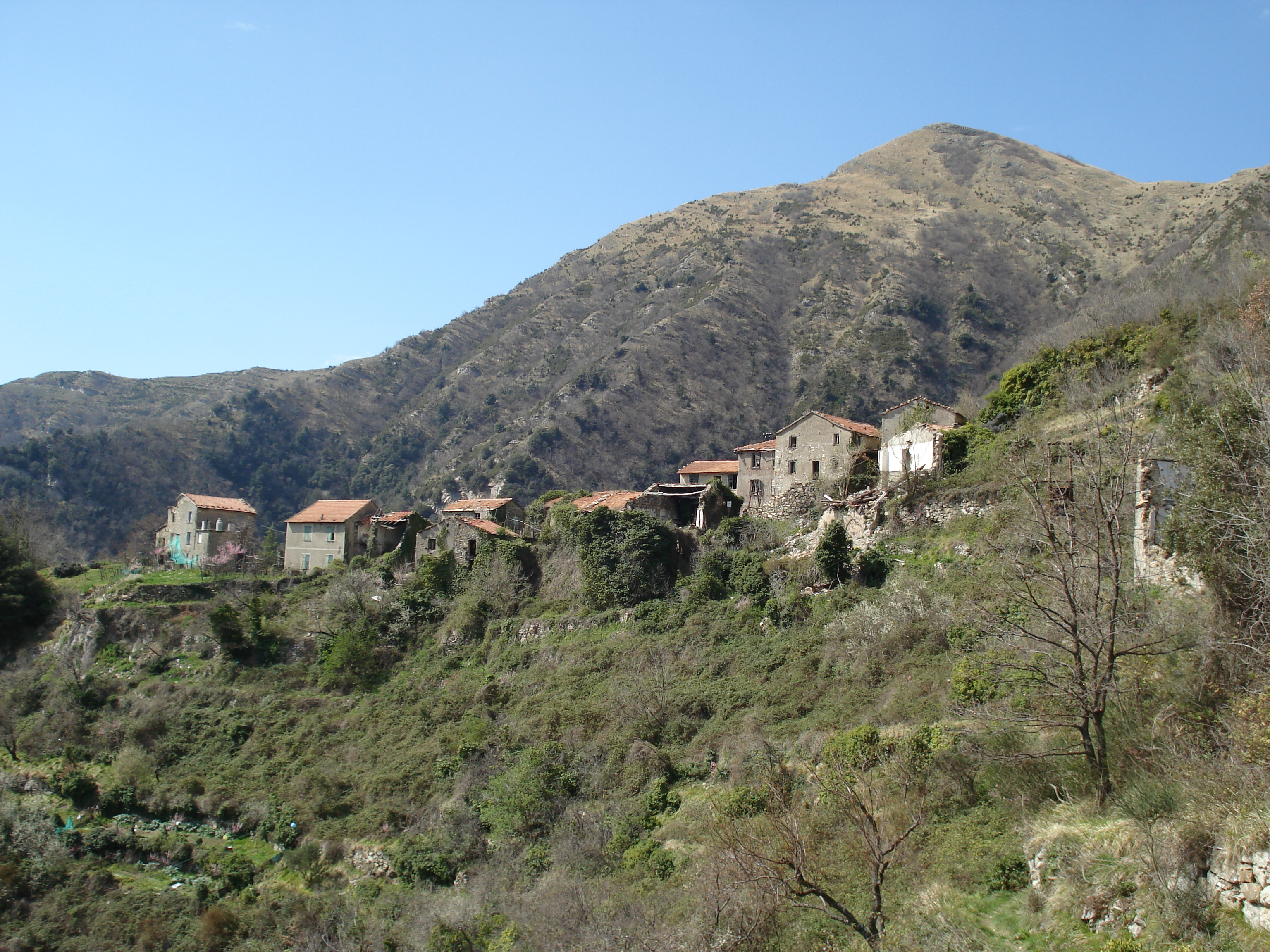
Canate
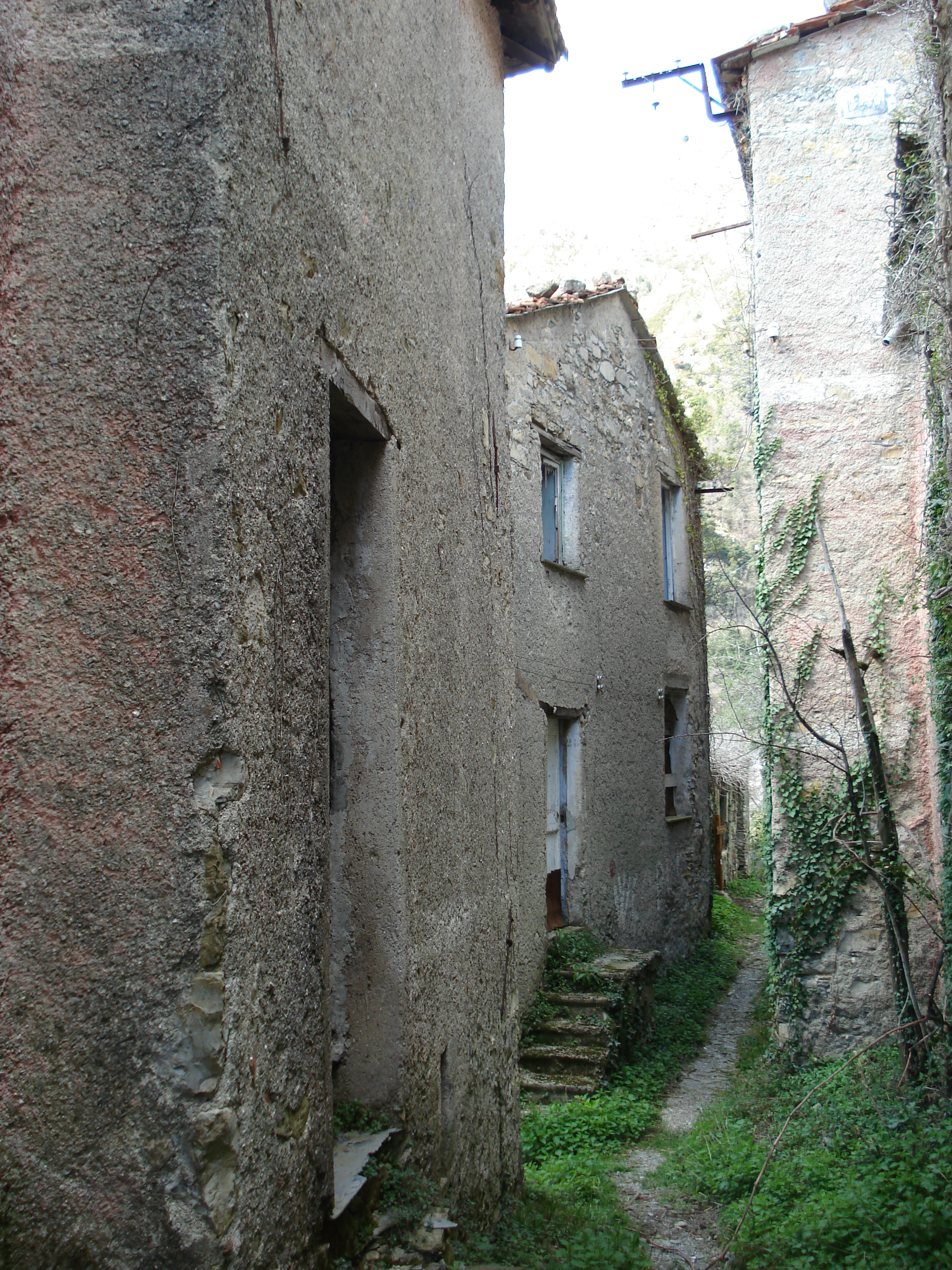
Case abandonate în frazione Canate